# Тит Статилий Тавр
Тит Стати́лий Тавр (лат. Titus Statilius Taurus; ок. 60 до н. э. — ок. 10 до н. э.) — римский полководец и консул времен правления Октавиана Августа.

## Биография
Статилий Тавр был типичным римским «homo novus», происходил из рода Статилиев из Лукании. Сторонник Марка Антония, который назначил его консулом-суффектом в 37 году до н. э. Затем Антоний поставил его во главе флота и отправил на помощь Октавиану против Секста Помпея. После изгнания Помпея с Сицилии, Тавр направился в провинцию Африка, которую легко освободил от сторонников Помпея, за что был награждён триумфом в 34 году до н. э.
В 34 году до н. э. сопровождал Октавиана во время кампании в Далмации. После возвращения Октавиана в Рим возглавлял войска, оставшиеся в Далмации. Во время начавшейся войны с Антонием и Клеопатрой Тавр встал на сторону Октавиана. В битве при Акции командовал сухопутными силами Октавиана, после поражения флота Антония и Клеопатры Тавру сдалась армия Антония.
В 29 году до н. э. Тавр был отправлен в Испанию, где разбил племена кантабров, ваккеев и астуров. В этом же году на Марсовом поле был построен Амфитеатр Статилия Тавра, полностью оплаченный им из его собственных средств. Также при открытии амфитеатра за счет Тавра были проведены крупные гладиаторские бои.
В 26 году до н. э. был назначен консулом. В 16 году до н. э. стал префектом города Рима, занимал эту должность до 10 года до н. э., после чего, по-видимому, ушел на покой, так как больше государственных должностей не занимал.

## Семья
Был женат на Корнелии Сизенне. Тавр имел трёх сыновей и, как минимум, одну дочь. Его старший сын Тит Статилий Тавр не занимал государственных должностей и, по-видимому, умер в раннем возрасте. Второй сын, также Тит Статилий Тавр, был консулом 11 года н. э. Третий сын, Сисенна Статилий Тавр, был консулом 16 года н. э. Дочь Статилия была замужем за консулом 1 года до н. э. Луцием Кальпурнием Пизоном.